# D・H・ヒル
ダニエル・ハーヴィー・ヒル（英: Daniel Harvey Hill、1821年7月12日-1889年9月24日）は、南北戦争の時の南軍将軍であり、南部の学者である。攻撃的な指揮官であり、また厳格で信仰に篤く、とぼけた皮肉っぽいユーモアで知られた。ストーンウォール・ジャクソンとは義兄弟であり、ジェイムズ・ロングストリートやジョーゼフ・ジョンストンとは親密な友人だったが、ロバート・E・リーやブラクストン・ブラッグとは不仲だったのでジェファーソン・デイヴィスアメリカ連合国大統領の受けが悪かった。軍人としての能力は尊敬されたものの、南北戦争の終わり頃は不遇だった。北バージニア軍に共に仕えたA・P・ヒルと区別するためもあって、歴史書ではD. H. Hillと言及されるのが通常である。

## 初期の経歴
ヒルはサウスカロライナ州ヨーク地区にあったヒル鉄工所で、ソロモンとナンシー・キャビーンのヒル夫妻の子供として生まれた。父方の祖父ウィリアム・"ビリー"・ヒル大佐はアイルランドの生まれであり、ヨーク地区に鋳造工場を持って、大陸軍のために大砲を作った。母方の祖父はスコットランドの生まれだった。ヒルは1842年に56人の同期中28番目の成績でアメリカ陸軍士官学校を卒業し、第1アメリカ砲兵連隊に配属された。米墨戦争で頭角を現し、コントレラスの戦いとチュルブスコの戦いでの勇敢さで大尉に、チャプルテペクの戦いでの勇敢さで少佐に名誉昇進した。1849年2月、アメリカ陸軍を除隊し、ヴァージニア州レキシントンにあるワシントン大学（現在のワシントン・アンド・リー大学）で数学の教授になった。この頃、代数の教科書を出版したが北部人を怒らせる言葉遣いの問題で著名であり、あるコネチカットの商人が詐欺で奪った利益というような表現があった。1854年、ノースカロライナ州のダヴィッドソン大学の教員となり、1859年にはシャーロットにあるノースカロライナ士官学校の校長になった。

### 結婚と子供達
1848年11月2日、ヒルは長老派教会牧師でダヴィッドソン大学の初代学長ロバート・ホール・モリソンの娘イザベラ・モリソンと結婚した。イザベラはその母を通じてノースカロライナ州知事ウィリアム・アレクサンダー・グラハムの姪だった。夫妻には全部で9人の子供が生まれた。息子の1人ハーヴィー・ジュニアはノースカロライナ州立大学の学長を務めた。その末弟ジョーゼフ・モリソンは1904年から1909年までアーカンソー州最高裁判所の首席判事を務めた。
1857年、イザベラの妹メアリー・アンナがトマス・J・ジャクソンと結婚し、このジャクソンが後に南軍の士官としてストーンウォールの渾名を貰った者である。ヒルとジャクソンは米墨戦争中に出会っており、後に2人ともレキシントンに住んで親密な友情を築いた。

## 南北戦争
南北戦争が勃発した時、ヒルは南軍歩兵連隊の大佐に任官され、1861年6月10日にヴァージニア州モンロー砦近くのビッグベセルの戦いで勝利した。その後すぐに准将に昇進した。
1862年春の半島方面作戦開始となるヨークタウンの包囲戦とウィリアムズバーグの戦いに参戦し、少将として1個師団を率いて、セブンパインズの戦いと七日間の戦いで大きな戦功を挙げた。
1862年7月22日、ヒルと北軍のジョン・アダムズ・ディクス少将は北軍と南軍の間での捕虜交換協定に合意した。この協定はディクス＝ヒル捕虜交換協定と呼ばれた。
1862年のメリーランド方面作戦では、ヒルの部隊がサウス山の戦いに参戦した。その師団は戦闘が始まったときに北のブーンズボロまで分散していたが、あらゆる手段を尽くして戦い、リー軍がシャープスバーグ近くに集結するための時間を作った。アンティータムの戦いでは悪名高いサンケンロード（「血の道」）で激戦を演じ、幾つかの旅団分遣隊の兵士を掻き集めて重要な時点でその前線を死守した。この戦闘中に乗っていた馬が3頭も銃で撃たれた。
フレデリックスバーグの戦いでは、ヒル師団は予備隊として留め置かれた。この時点でリーとの確執が表面に出てきた。ストーンウォール・ジャクソンの戦死に伴う北バージニア軍再編で、ヒルは軍団指揮官に任命されなかった。既にリーの軍隊からは外されており、出身州での徴兵任務に派遣された。ゲティスバーグ方面作戦のとき、首都リッチモンドを守る南軍予備隊を率い、1863年6月遅くの北軍ジョン・ディクスとエラスムス・キーズによる及び腰の侵攻に耐えることができた。その後暫定的に中将に昇進して、新しく結成されたテネシー軍に派遣され、ブラクストン・ブラッグの下で1個軍団を指揮することになった。流血が多く混乱したチカマウガの戦いで勝利した時には、ヒルの部隊は最も激しい戦闘に参加した。その後、ブラッグがこの勝利に付け込んで北軍を追撃しなかったことを公然と非難する何人かの将軍達に加わった。ジェファーソン・デイヴィス大統領はこの紛争を解決するために自ら前線にやってきたが、すべてはブラッグの肩を持つ結果になった。テネシー軍は再編され、ヒルは指揮官職を与えられなかった。続いてデイヴィスはヒルの昇進を確認せず、実質的に少将の位に戻した。
この後、ヒルは主力部隊とは離れた場所における小さな作戦で志願兵として指揮を執った。ノースカロライナ州でのベントンビルの戦いに参戦した。1865年4月26日にジョーゼフ・ジョンストン将軍と共に降伏したときは1個師団の指揮官だった。

## 戦後
1866年から1869年まで、ヒルはシャーロットで雑誌The Land We Love（我々の愛する国）を編集し、社会的また歴史的な主題を取り扱って、南部では大きな影響力を持った。1877年、アーカンソー大学の初代学長となり1884年まで務めた。1885年にはジョージア州ミレッジビル軍事・農業大学の学長となり、1889年8月に健康上の理由でこの職を辞した。翌月シャーロットで死に、ダヴィッドソン大学墓地に埋葬されている。

## 記念
ノースカロライナ州立大学の大きな図書館は、ヒルの息子ダニエル・ハーヴィー・ヒル・ジュニア（1859年-1924年）に因んで命名された。